# (12473) Levi-Civita
(12473) Levi-Civita  es un asteroide perteneciente al cinturón de asteroides, descubierto el 10 de febrero de 1997 por Paul G. Comba desde el Observatorio de Prescott, en Estados Unidos.

## Designación y nombre
Levi-Civita se designó inicialmente como 1997 CM19.
Más adelante fue nombrado en honor al matemático italiano Tullio Levi-Civita (1873-1941).

## Características orbitales
Levi-Civita orbita a una distancia media del Sol de 2,6804 ua, pudiendo acercarse hasta 2,2274 ua y alejarse hasta 3,1334 ua. Tiene una excentricidad de 0,1690 y una inclinación orbital de 13,5334° grados. Emplea en completar una órbita alrededor del Sol 1602 días.

## Características físicas
Su magnitud absoluta es 13,9. Tiene 4,242 km de diámetro. Su albedo se estima en 0,325.